# Château de Charmant
Le château de Charmant ou logis de la Vergne, dit aussi la Commanderie, est situé dans la commune de Boisné-La Tude, à Charmant, en Charente, à une vingtaine de kilomètres au sud d'Angoulême.

## Historique
L'origine de ce logis est assez mystérieuse, car peu documentée. Il est même décrit comme ancien prieuré par le Ministère de la Culture.
Au XIIIe siècle, selon une légende locale et certains auteurs, Charmant aurait été le siège d'une commanderie de Templiers, bien située car protégeant deux routes de pèlerinage relativement importantes, et dont les bâtiments occupaient une grande partie de la crête, comprenant l'église actuelle. D'après Daras, le logis aurait alors été celui du gouverneur. Mais aucune trace écrite de l'époque ne vient confirmer cette affirmation, d'autant plus que l'église paroissiale appartenait au chapitre cathédral à sa construction au XIe siècle.
Cet ancien château jouxte l'église, et occupe une surface assez grande. Le bâtiment actuel date de la fin du XVIe siècle et a appartenu à la famille de Fédic (orthographié aussi de Feydicq). En effet, en 1631, Jean de Feydicq, chevalier et seigneur de Charmant, Salles, Vaux, Gurat, demeure dans son château de Charmant, en Angoumois.
Une fuie témoigne du caractère seigneurial de ce fief. Elle possède alors 340 boulins, ils ne seront plus que 180 en 1760.
Le logis a ensuite appartenu à Jeanne Barreau, décédée en 1719, puis à son fils Bernard de Villoutreys, seigneur de la Vergne, d'où sa seconde appellation. La fille de ce dernier, Jeanne de Villoutreys se marie en 1731 avec Pierre de Bonnevin, seigneur de Jussas et Sousmoulins, près de Montendre en Saintonge. La « maison noble de la Vergne » est apportée en dot, un état des lieux est fait, et le domaine est alors affermé, ce jusqu'à la Révolution. C'est alors que leur fils, Bernard de Bonnevin, baron de Sousmoulins, seigneur de Jussas, Pommiers, etc. émigre, et le bien est vendu aux enchères.
Au XIXe siècle, trois familles propriétaires se succèdent (Lacroix, Petit, Quichaux Degroix) dans le domaine à nouveau affermé.
Le château est classé monument historique en 1925. L'église voisine a été classée monument historique en 1846.
Dans les années 2000, le propriétaire d'alors, Paul-Marie Coûteaux, a restauré « la Commanderie » et a mis en valeur ce patrimoine en partie pour hébergement touristique et visites.

## Architecture
Le bâtiment se compose de trois parties juxtaposées en longueur, dans un plan légèrement convexe au nord. L'entrée se fait par le côté sud, avec une cour et un porche donnant sur l'église.
La première partie, à l'est, comporte deux niveaux et une tourelle en encorbellement. L'étage supérieur comporte une galerie, côté nord, avec quatre arcades.
La deuxième partie, centrale en avant-corps, comporte trois niveaux, avec un escalier intérieur monumental et un portail sculpté côté sud.
Le mur d'enceinte du jardin, au nord, s'appuie sur les vestiges de deux tours.

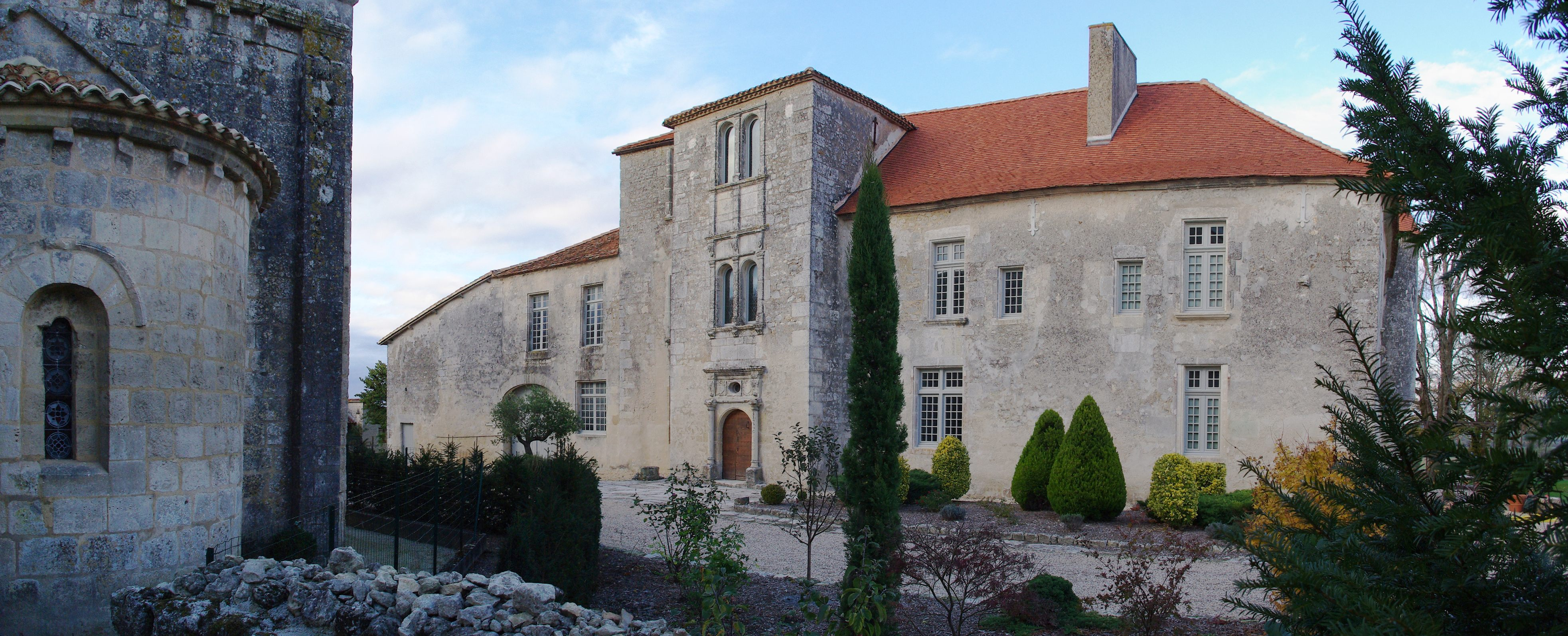
Vue générale.
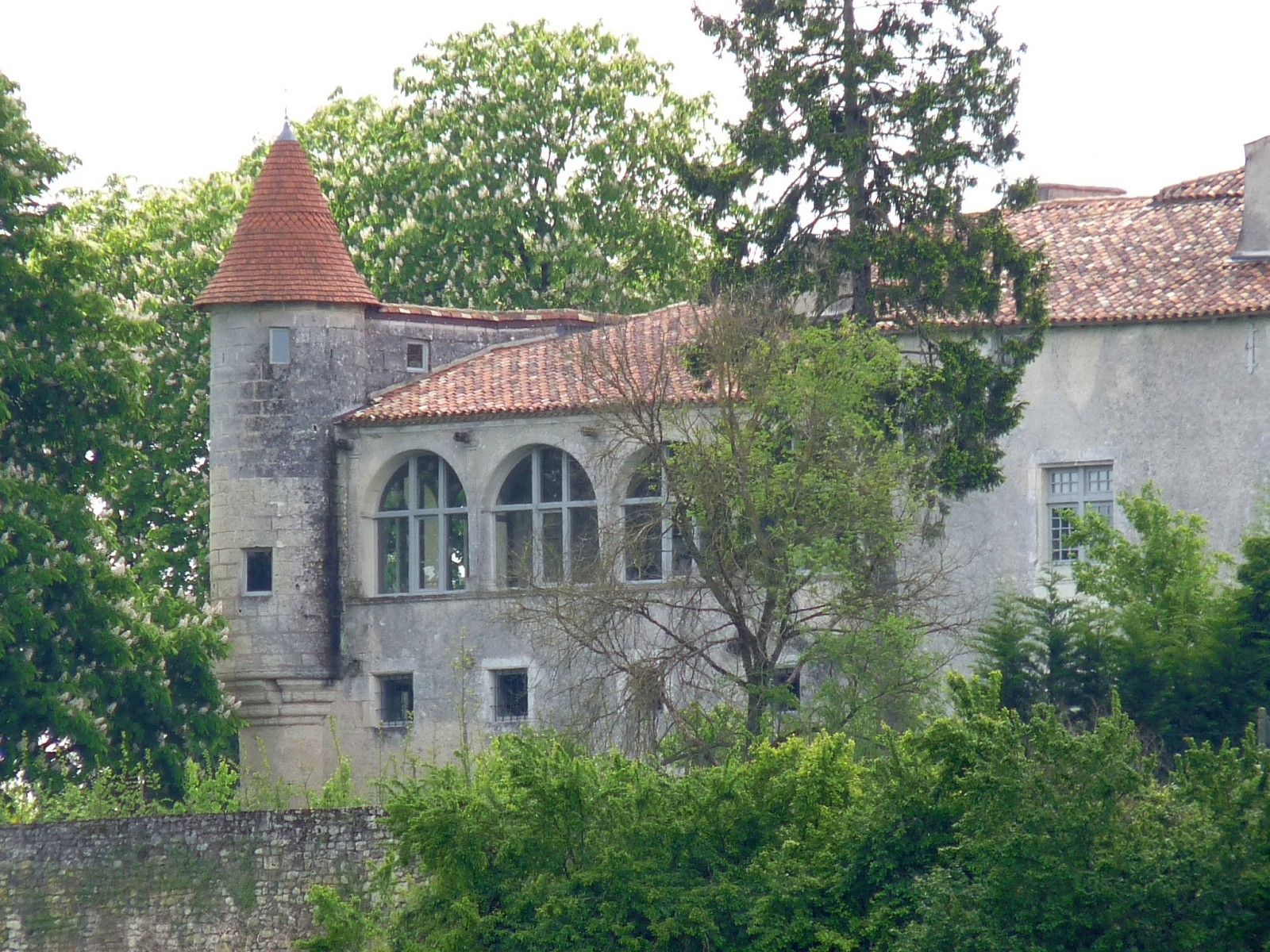
Tourelle d'angle.
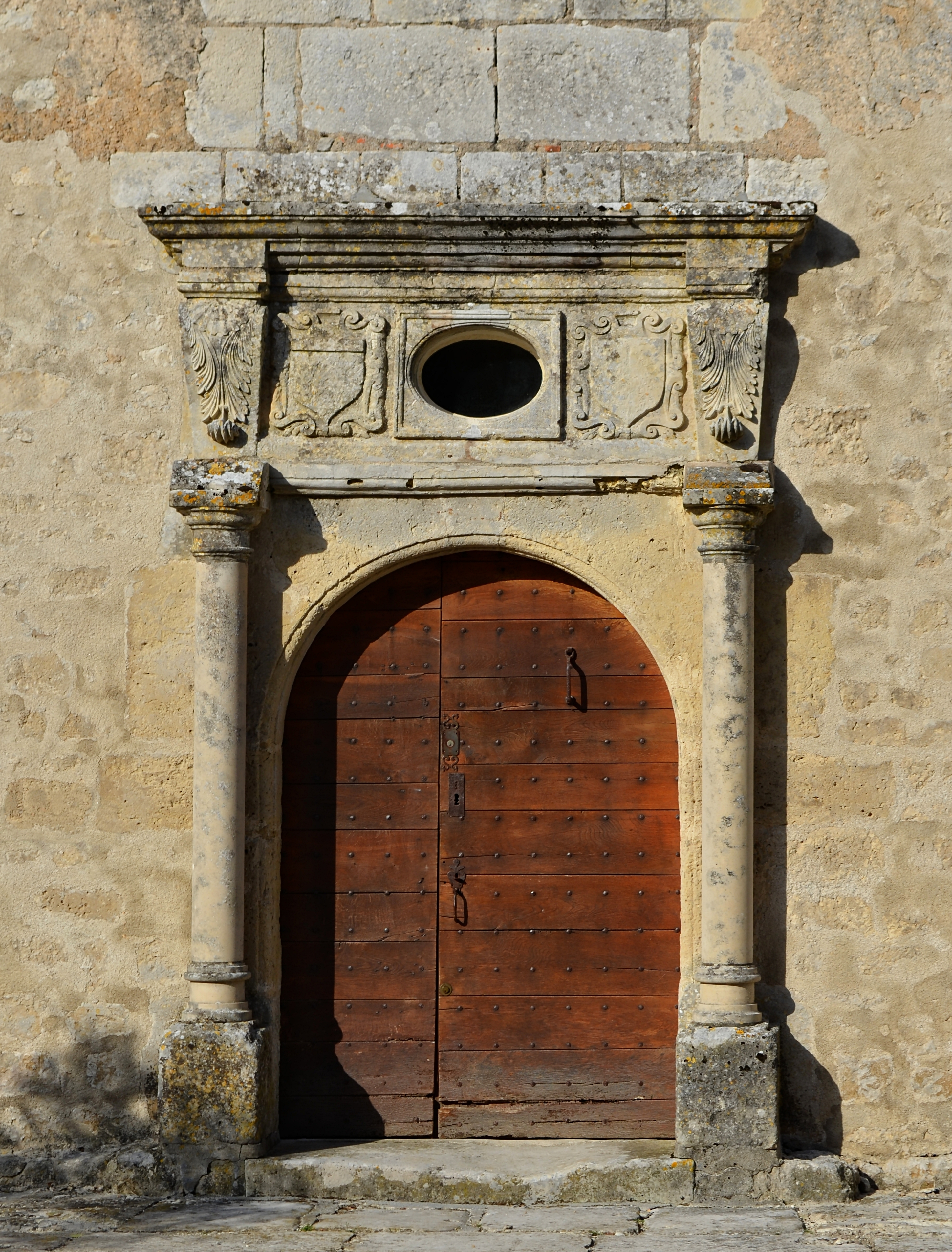
Portail d'entrée.
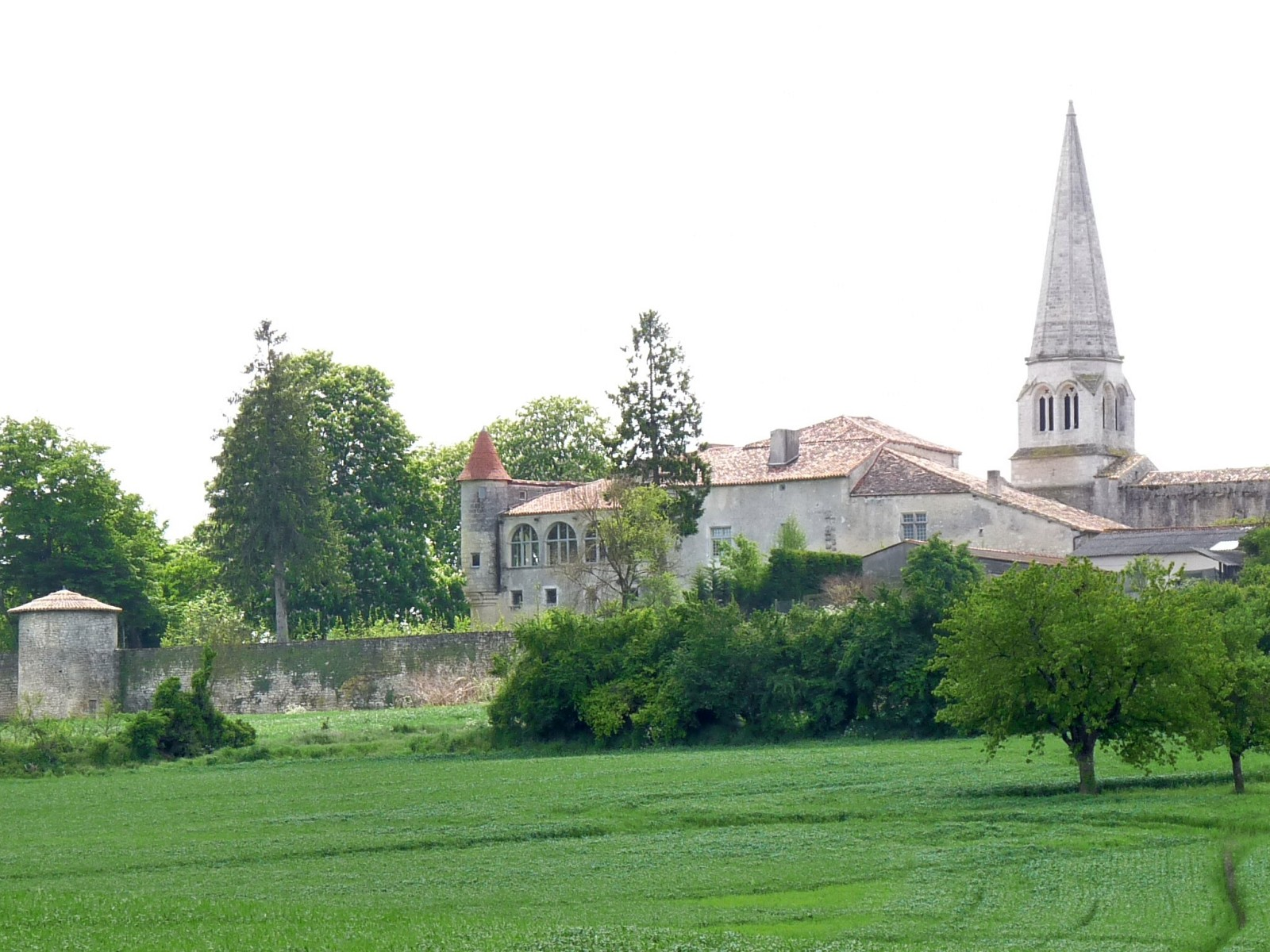
Le château surplombe la vallée.